# Rio São João (vattendrag i Brasilien, Rio de Janeiro, lat -22,60, long -42,00)
Rio São João är ett vattendrag i Brasilien.   Det ligger i delstaten Rio de Janeiro, i den sydöstra delen av landet, 1 000 km sydost om huvudstaden Brasília.